# Gesztely
Gesztely är en ort i Ungern.   Den ligger i provinsen Borsod-Abaúj-Zemplén, i den nordöstra delen av landet, 160 km öster om huvudstaden Budapest. Gesztely ligger 113 meter över havet och antalet invånare är 2 839.
Terrängen runt Gesztely är platt. Runt Gesztely är det ganska tätbefolkat, med 116 invånare per kvadratkilometer. Närmaste större samhälle är Miskolc, 13,6 km väster om Gesztely. Trakten runt Gesztely består till största delen av jordbruksmark.